# 32034 Sophiakorner
32034 Sophiakorner è un asteroide della fascia principale. Scoperto nel 2000, presenta un'orbita caratterizzata da un semiasse maggiore pari a 2,3226482 UA e da un'eccentricità di 0,1427531, inclinata di 5,12444° rispetto all'eclittica.